# Băile Govora
Băile Govora est une ville roumaine située dans le județ de Vâlcea.